# Barca sagrada

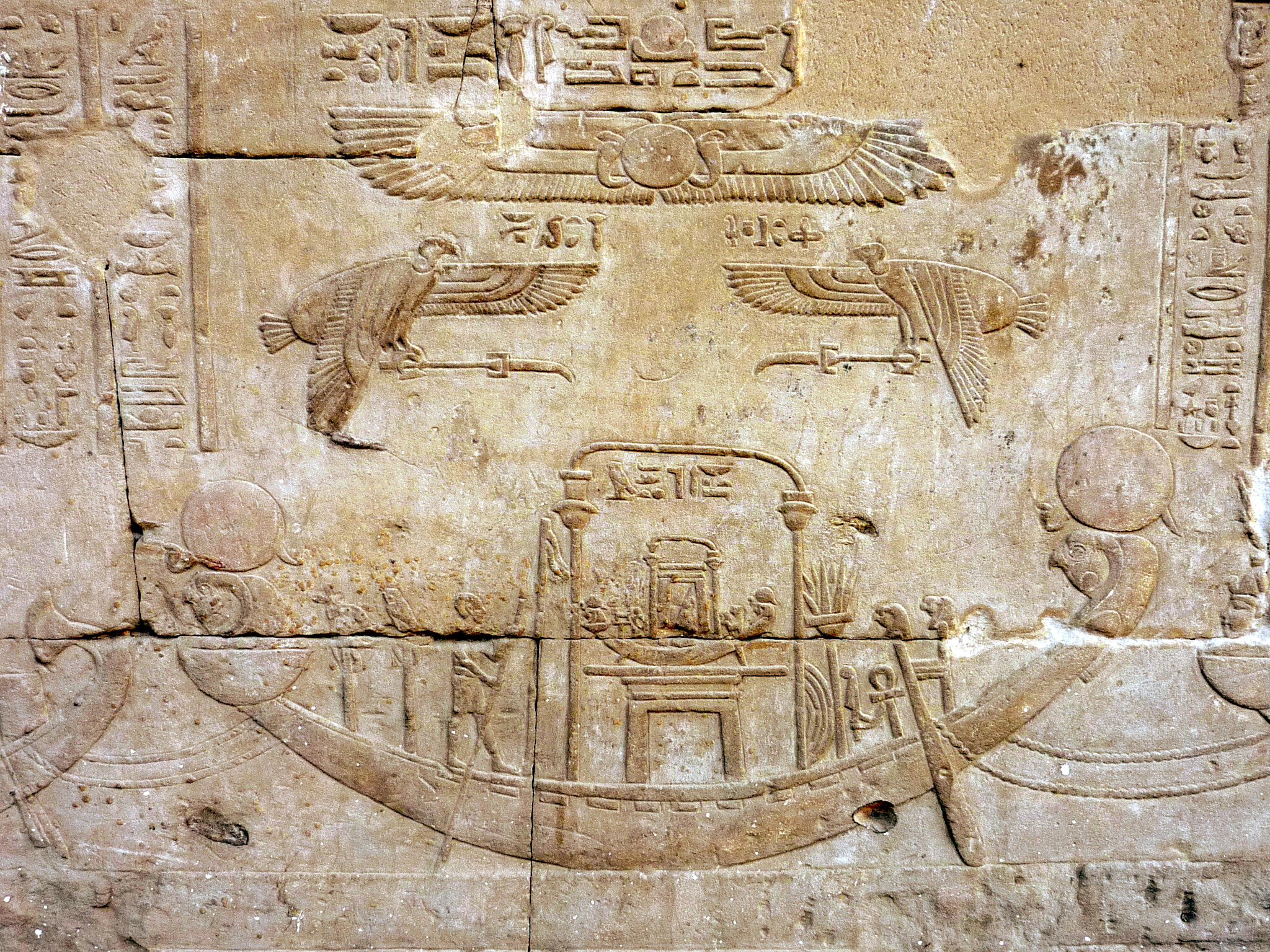
Gran barca transportant la barca sagrada d'Horus de Edfu.

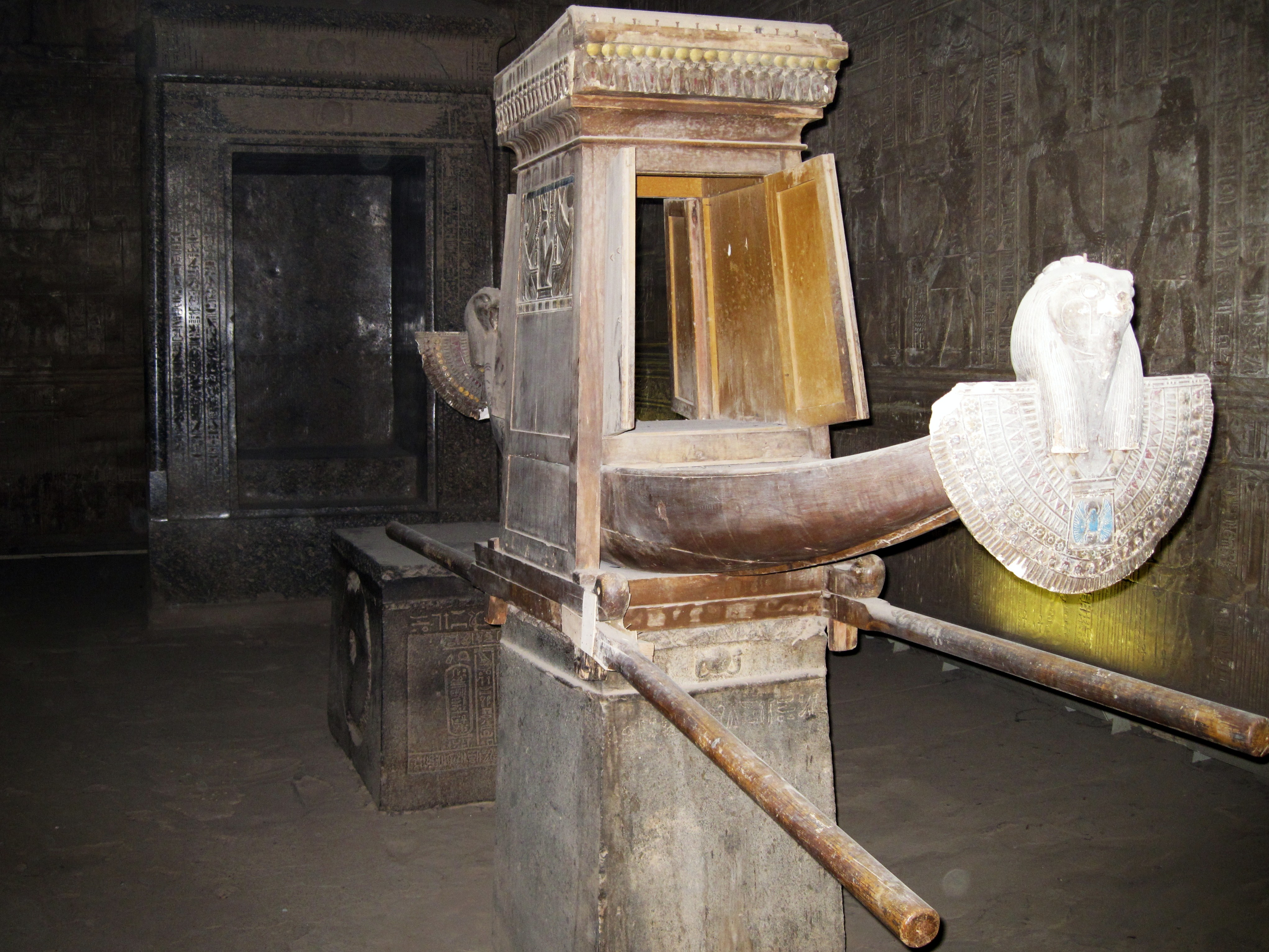
Barca sagrada d'Horus. Temple de Edfu.

Una barca sagrada, a l'Antic Egipte, era un vaixell fluvial utilitzat com mitjà de transport en els funerals i en l'entorn religiós, elevada a la categoria de símbol de les embarcacions rituals, com ho testifica la importància de la gran quantitat de documentació conservada, tant iconogràfica com literària.
| G43 | M17 | G1 | P3 |

| G43 | M17 | G1 | P3 |

## Iconografia, funció i significat

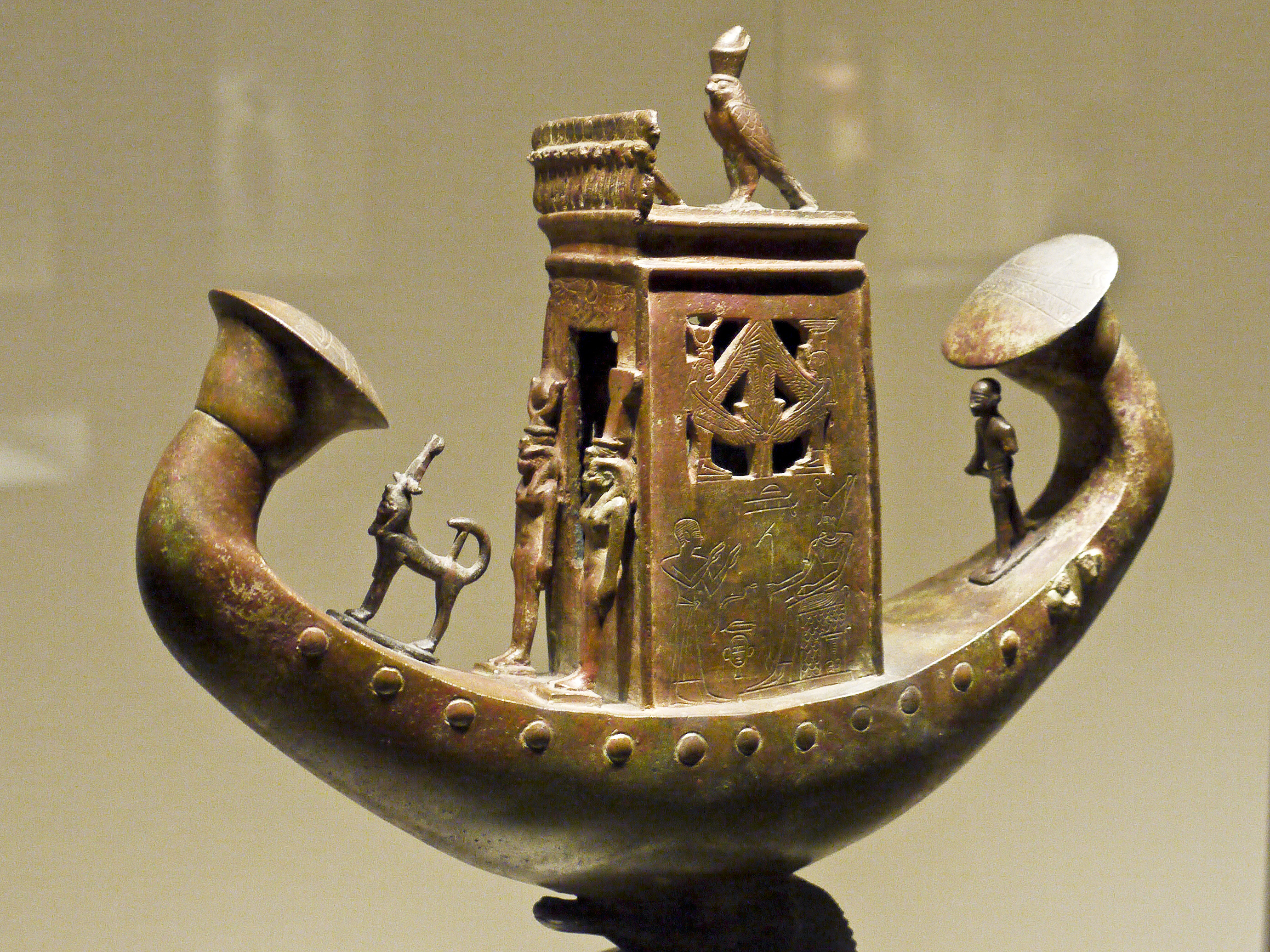
Barca solar de Dyedher. Dinastia XXX.

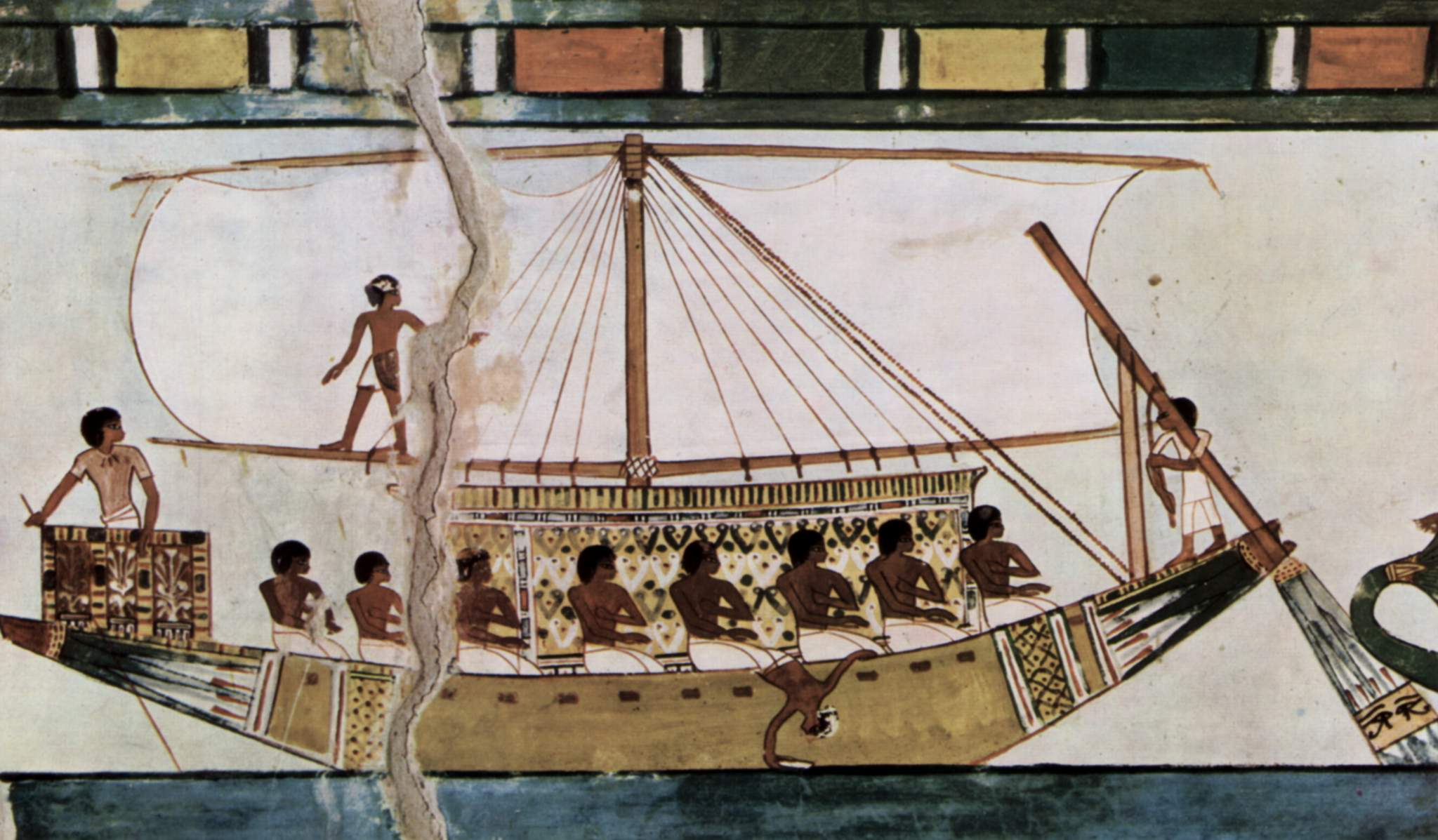
Processó funerària a Abidos amb la barca que portaria els cossos de Menna i la seva esposa. Tomba de Menna.

A la iconografia, aquestes barques van ser sempre representades en forma de mitja lluna, en general amb la popa en forma de ganxo, amb només dos rems a proa i un santuari portàtil en la coberta. Estaven fetes principalment de papir i solament les que estaven destinades al faraó i al clergat, es construïen de fusta que procedia de Síria i Fenícia, ja que a la vall del Nil només hi creixien petits arbres que proporcionaven una fusta no adequada per a construir vaixells.
Per a la població de la vall del Nil, que encara no coneixia la roda, la principal via de comunicació era el riu Nil, per la qual cosa la barca es va convertir ràpidament, per transposició, en un objecte de domini dels déus i del sagrat. D'aquesta forma, tant els faraons com, més tard els nobles i finalment el poble comú, creien que amb aquestes barques podrien aconseguir la Duat, el regne dels morts entre els estels.
En el cel, que els egipcis consideraven un riu, el difunt es considerava 'justificat' i viatjava cap a l'occident amb Ra en la seva barca solar i junts arribaven a la Duat, encara que cap text egipci ho descriu clarament (l'evolució de les diverses doctrines religioses difumina la descripció del propi viatge).
De fet, ja en el Regne Mitjà, la barca sagrada que s'utilitzava en l'àmbit funerari era la representació de la barca d'Osiris, anomenada Neshmet, amb la qual el difunt navegava a Abidos per reunir-se amb el seu déu en la ultratomba. Els nobles preparaven aquest viatge utilitzant models de barques de fusta, de manera similar als ushabti, situant en la seva coberta un sarcòfag en miniatura.
Com s'indica en els Textos de les Piràmides, per permetre al rei difunt viatjar a la Duat, diversos faraons van voler ser enterrats amb diferents tipus de vaixells de fusta, a escala natural, prop d'algunes piràmides, com a part integral del seu aixovar funerari. En el Regne Antic, per exemple, un sobirà com Kheops es va fer sepultar acompanyat per cinc barques (en cinc fossats) prop de la seva piràmide.
Després s'han identificat quatre barques, gràcies als Textos de les Piràmides, com a barques Sejem, donades pels déus dels quatre punts cardinals al rei difunt que li permetrien aconseguir-los. La cinquena barca, sens dubte era la pròpiament funerària que portava al gran governant, tal vegada fins al Temple de la vall travessant la via processional fins a arribar a la seva piràmide.
Però això no exclou que també pugui servir simbòlicament al Ca del sobirà per començar el viatge per aconseguir la barca solar de Ra, i per aquestes raons, després de l'últim viatge, els vaixells de Kheops van ser acuradament desmuntats i ocultats amb la finalitat de permetre la seva utilització posterior.
Altres vaixells van ser trobats a Abidos en les tombes dels reis del Regne Antic sent nombrosos els fossats de naus, construïts amb maons de fang i que, per desgràcia, s'han trobat buits, com els descoberts a Saqqara, prop de les tombes de la dinastia I, descoberts per W. B. Emery en 1939.
Però ja molt abans, el 1894, a Dahshur, l'egiptòleg Jacques de Morgan havia desenterrat sis barques de fusta de 10 metres de llarg, de la dinastia XII.

## Barques de divinitats

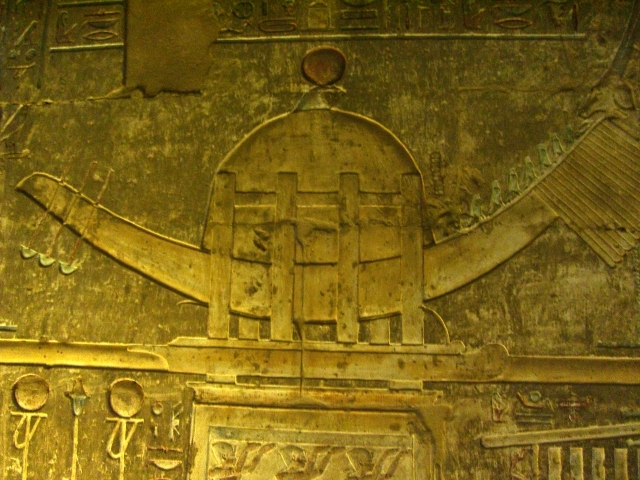
Henu, la barca sagrada del déu Sokar.

Les barques van ser utilitzades en les cerimònies religioses pròpies de cada deïtat, amb la seva égida corresponent, i s'hi col·locava el naos portàtil de la barca, equivalent la zona més secreta i més inaccessible dels temples egipcis. Aques naos portàtil amb l'estàtua de la divinitat eren col·locats sobre la barca durant les festes, que era portada a coll en processó per sacerdots, com a la Festa d'Opet o la Bella Festa de la Vall.
Les barques sagrades més elaborades es van construir durant el regnat de Hatshepsut i poden veure's, en relleus, les barques de la tríada tebana: Amón, Mut i Jonsu.
Quan havien d'emprendre el viatge en la barca, sobre la coberta s'hi situava un santuari portàtil, usualment, amb el sostre decorat amb un fris d'ureu a part de jeroglífics sobre les parets amb els títols reials. L'estàtua de la divinitat es col·locava en el seu interior. La proa i la popa es decorava amb els caps dels símbols de cada divinitat. Així, un moltó per Amón, un home per Jonsu, una dona per Mut.
Les barques sagrades de les principals divinitats tenien el seu propi nom:
- Brillant d'aspecte, nom donat a la barca sagrada del déu Jonsu.[10]
- Gran d'amor, apel·latiu de la barca dedicada al déu [[[Min (déu)|Min]].
- Henhenu, nom de la barca sagrada del déu Atum, que la va utilitzar per emergir del caos, com se cita en els Textos dels Sarcòfags.[11]
- Henu o Hennu, barca processional de Sokar amb un aspecte inconfusible. De fet, sobre el naos, el déu amb aspecte de falcó, i la seva proa estava adornada amb un cap d'antílop. Quan s'utilitzava a les festes de Ptah-Sokar es col·locava en un trineu.[12] Era utilitzada a les festes de Memfis, des de la dinastia I, on es portava al voltant del Mur Blanc, per la qual cosa és una de les més antigues.
- Nedyemdyem o "Barca de la voluptuosidad", atribuïda al déu Ra.
- Neshmet o Kha'emet, barca d'Osiris utilitzada durant la festa dels Misteris d'Osiris per ser transportada pel riu Nil, al costat de l'estàtua del déu com Osiris vegetant, en solemne processó que tenia lloc en el quart mes de l'any, anomenat joiak.
- Senyora de l'amor, nom de la barca sagrada de Hathor sobre la qual es col·locava l'estàtua de la deessa amb motiu de la festa anual de la Bona Trobada.[13]
- Uret (transliterat Wrt, barca utilitzada en la cerimònia dels 'Misteris d'Osiris' només al final, i per via terrestre, per a l'últim tram del transport de l'estàtua del déu fins a la seva tomba. Es troba entre les més antigues del període tinita, a Peqer.[14]
- Userhat-Amón o La poderosa proa d'Amón (transliterat, Jmn-wsr-ḥ3t), barca sagrada d'Amón.

## Galeria d'imatges

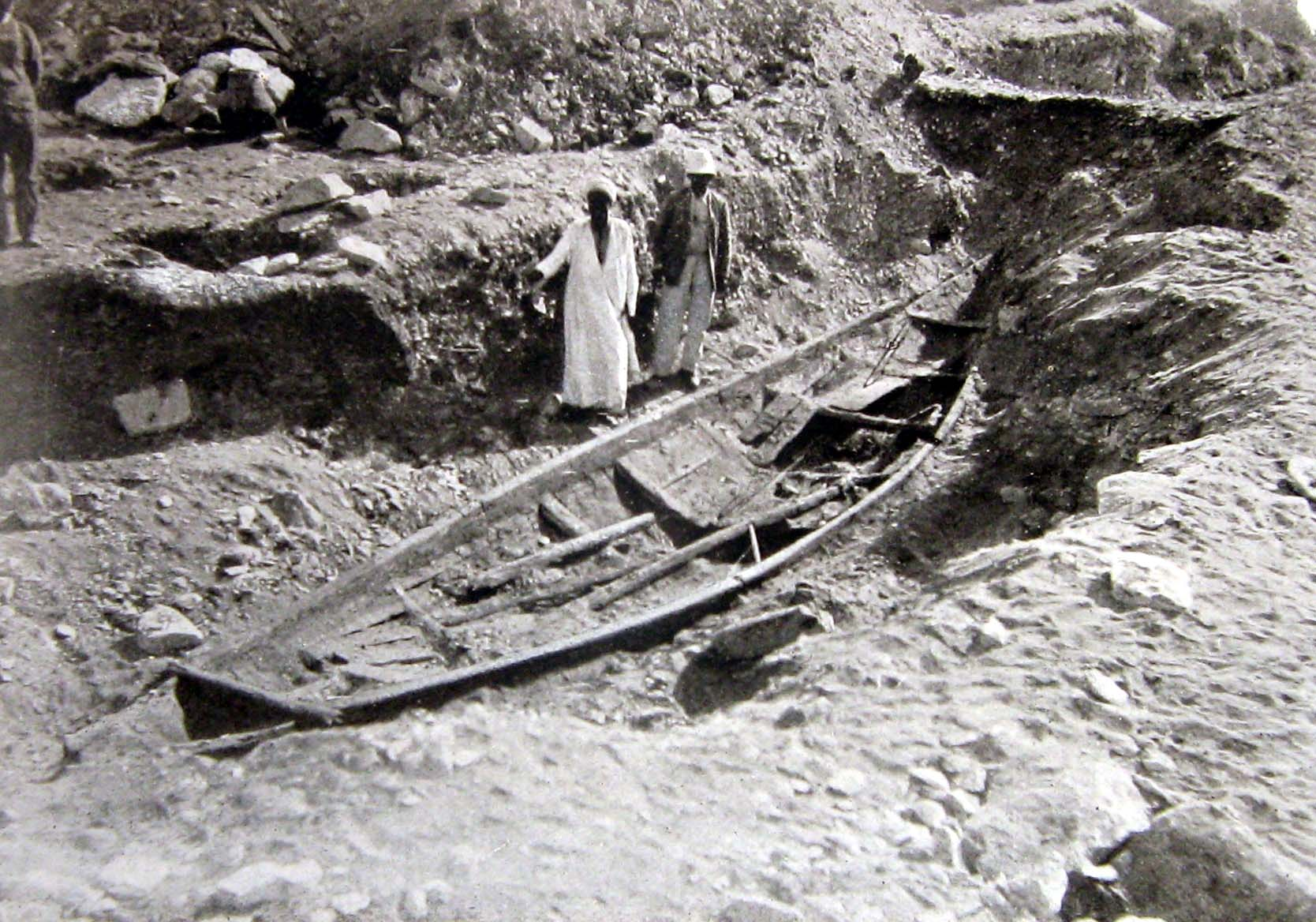
Barca de Sesostris III descoberta en Dhashur en 1894
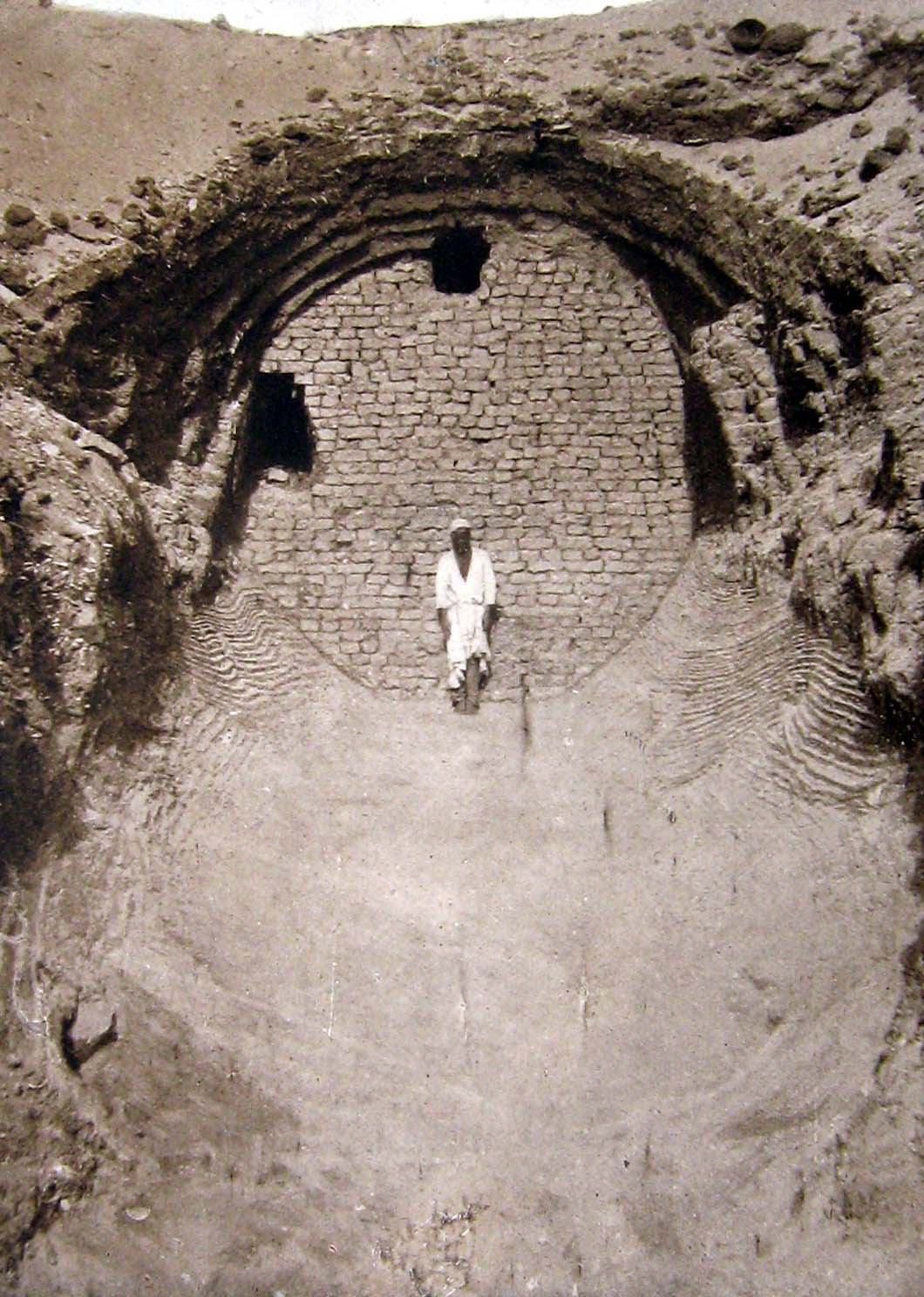
Fossa de barca en maó de tova en Dahshur
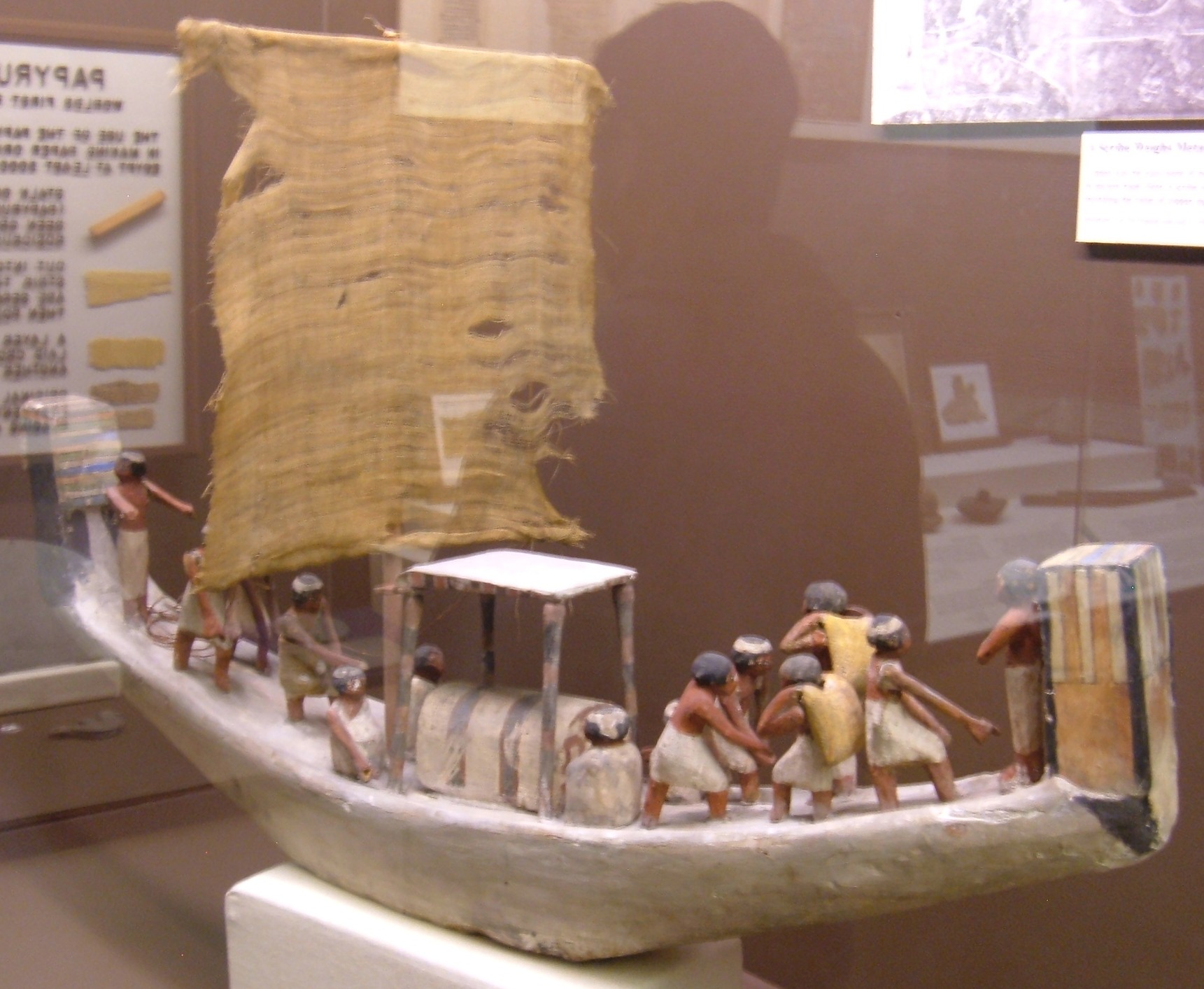
Model en miniatura de barca sagrada de tipus funerari amb sarcòfag
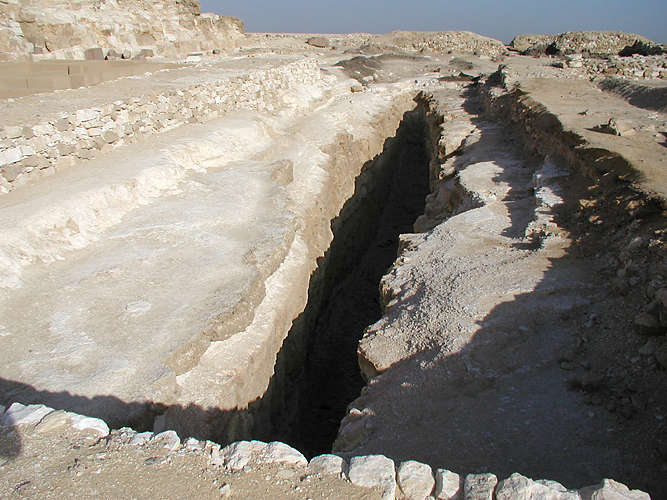
Fossa de la barca per a ús funerari de Dedefra
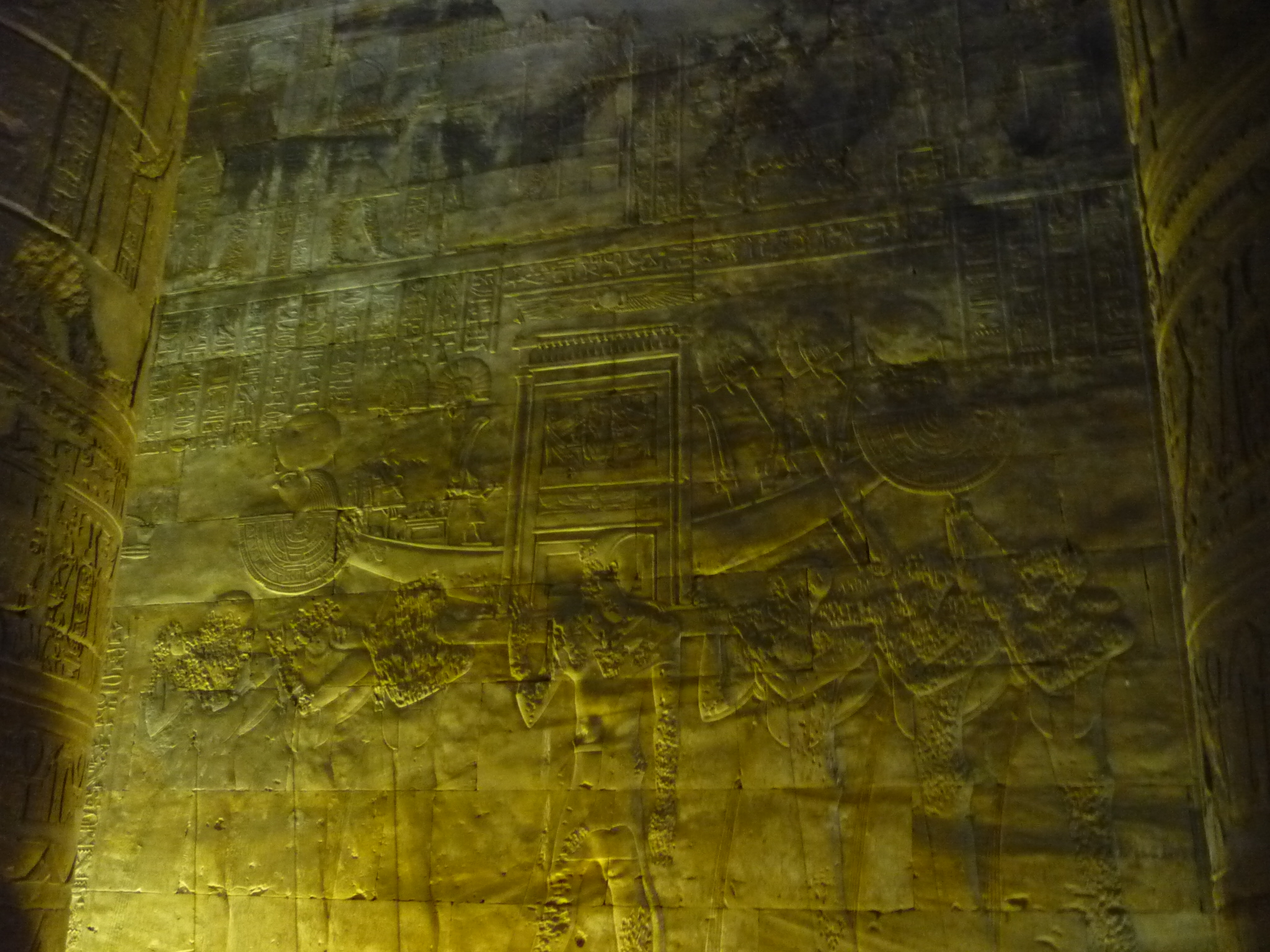
Relleu amb processó i barca per a ús religiós